# Fallas de Benetúser
Como en muchos municipios de la provincia de Valencia en Benetúser se celebran también del 15 al 19 de marzo las fallas. 

## Las comisiones falleras

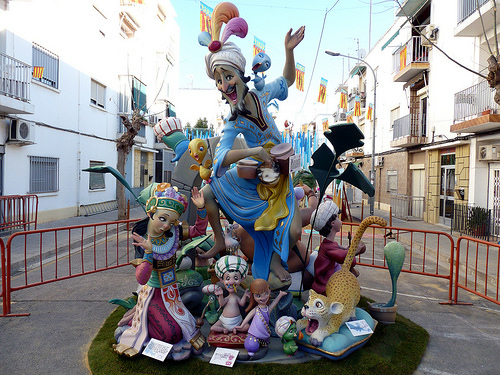
Primer premio de las fallas infantiles del 2014, falla Joventut.

En Benetúser hay seis comisiones falleras:
- Joventut.
- Plaza de Lepanto.
- Literato Azorín - Maestra Rosario Iroil.
- El rajolar.
- Doctor Vicente Navarro Soler.
- Barrio de la Estación.

## Semana de fiestas
Los principales actos de las fallas de Benetúser son:
- Día 15 La Plantá es el acto de erigir los monumentos falleros.
- Día 16 Recogida de premios en la plaza del Ayuntamiento, donde todas las comisiones falleras esperan el veredicto del jurado.
- Día 18 La Ofrenda En este día se celebra la ofrenda a la Virgen de los Desamparados, patrona de la ciudad de Valencia y de las fiestas falleras.
- Día 19 La Cremá es el acto de clausura de las fiestas. Consiste en la quema de los monumentos falleros plantados en las calles del municipio el día 15 de marzo. El acto viene precedido por un castillo de fuegos artificiales, encendido por la fallera mayor de la comisión.
- Toda la semana fallera entre las 8 y las 9 de la mañana se realiza la despertá, donde las comisiones falleras despiertan a los vecinos con petardos. Y a partir de las 14.00 se dispara La Mascletá.

- Datos: Q17632022